# Hoschton
Hoschton és una població dels Estats Units a l'estat de Geòrgia. Segons el cens del 2000 tenia 1.070 habitants.

## Demografia
Segons el cens del 2000, Hoschton tenia 1.070 habitants, 388 habitatges, i 304 famílies. La densitat de població era de 168,6 habitants/km².
Dels 388 habitatges en un 37,4% hi vivien nens de menys de 18 anys, en un 64,2% hi vivien parelles casades, en un 10,8% dones solteres, i en un 21,4% no eren unitats familiars. En el 17,8% dels habitatges hi vivien persones soles el 5,7% de les quals corresponia a persones de 65 anys o més que vivien soles. El nombre mitjà de persones vivint en cada habitatge era de 2,76 i el nombre mitjà de persones que vivien en cada família era de 3,12.
Per edats la població es repartia de la següent manera: un 28,3% tenia menys de 18 anys, un 8% entre 18 i 24, un 30,5% entre 25 i 44, un 22,6% de 45 a 60 i un 10,6% 65 anys o més.
L'edat mediana era de 34 anys. Per cada 100 dones de 18 o més anys hi havia 95,2 homes.
La renda mediana per habitatge era de 50.625 $ i la renda mediana per família de 57.917 $. Els homes tenien una renda mediana de 40.000 $ mentre que les dones 27.153 $. La renda per capita de la població era de 22.416 $. Entorn del 9,5% de les famílies i l'11,5% de la població estaven per davall del llindar de pobresa.

## Poblacions més properes
El següent diagrama mostra les poblacions més properes.